# Aleixo de Meneses
Aleixo de Meneses, nascido Pedro de Meneses, O.S.A. (Lisboa, 25 de Janeiro de 1559 – Madrid, 3 de Maio de 1617) foi arcebispo de Goa (1595–1612), governador da Índia (1607-1609), arcebispo de Braga (1612-1617) e Vice-Rei de Portugal (1612-1615).

## Biografia
Filho de D. Aleixo de Meneses, aio do rei D. Sebastião, foi nomeado pelo rei Filipe I de Portugal arcebispo de Goa, ali levantou dois recolhimentos de donzelas. Com a idade de 10 anos perdeu o pai e ficou sob a tutela de seu tio Frei Agostinho de Jesus.
Aos 15 anos ingressou no convento de Nossa Senhora da Graça, em Lisboa, onde recebeu o hábito de eremita de Santo Agostinho, a 24 de Fevereiro de 1574. No ano seguinte fixa o nome de Frei Aleixo de Jesus ou de Meneses. Neste convento realizava as tarefas ordinárias de cozinheiro e faxineiro. Entra para a Universidade de Coimbra onde estudou artes, filosofia e teologia.
Em 1582 encontra-se no convento da Graça, de Coimbra. Em 1588 é eleito prior do convento de Nossa Senhora da Graça, de Torres Vedras, exercendo o cargo no biénio de 1588-1590, em 1590 é prior do convento em Santarém e em 1592 no de Lisboa.
Foi apresentado por Filipe I de Portugal ao Papa Clemente VIII para arcebispo de Goa, após o falecimento do arcebispo Dom Frei Mateus de Medina e teve nomeação confirmada pela bula papal Divina disponente de 13 de Fevereiro de 1595. Foi consagrado em 26 de Março de 1595 na igreja do convento da Graça em Lisboa pelo patriarca Dom Miguel de Castro e três dias depois recebe o pálio, sendo seu nome confirmado pelo rei por meio do patriarca Fabio Biondi de Montealto. Chega a Goa em Setembro de 1595 e é recebido de forma efusiva.
Durante seu governo eclesiástico da Sé de Goa, mandou erigir um convento feminino e casas de recolhimento para mulheres, em Nossa Senhora da Serra para as donzelas e Santa Maria Madalena, para as mulheres ditas erradas que quisessem se recolher. Fundou uma igreja em Baçaím e em Mascate, por se situar perto de Ormuz, funda um outro convento observante da ordem, cria nova vigararia perto da Fortaleza de Ormuz, provendo desta forma missionários em toda a costa. Funda ainda uma série de outros conventos (como em Mombaça ou o mosteiro de Santa Mónica em 1606 de religiosas da sua ordem) e colégios (como o de São Boaventura em Goa em 1 de Dezembro de 1604 ou o do Seminário de jovens agostinhos na Pérsia). É também no seu tempo que são lançados os fundamentos pelo padre Gaspar Soares em 1605 do seminário de Rachol. Fez criar um curso de aprendizagem dos idiomas locais aos religiosos, para que pudessem fazer a obra religiosa sem a necessidade de intérpretes.
Em 1597, morreu Mar Abraão, bispo de Angamale e a sede fica vacante. Após este acontecimento, os seus diocesanos tentam eleger o seu arcediago Jorge. Entretanto, Dom Aleixo estava em visita pastoral no norte da sua diocese de Goa, quando recebeu cartas do vice-rei, datadas de 16 de Fevereiro de 1597, nas quais se anunciava a morte daquele bispo. Encarregado pelo Papa Clemente VIII de converter à fé católica os cristãos nestorianos, nomeia como governador e vigário apostólico de Angamalé a Francisco Rodríguez, um jesuíta espanhol. Aconselhado, voltou atrás na decisão e nomeou governador ao arquidiácono Jorge da Cruz, desde que fizesse a profissão de fé conforme as considerações de Trento e fosse coadjuvado por dois religiosos adjuntos que professassem o rito latino.
Como Jorge da Cruz não cumpriu com as condições, não recebendo ninguém que não fosse enviado do Patriarca de Selêucia, realizou-se assim o Sínodo de Diamper.
Com a morte do vice-rei Martim Afonso de Castro, em Malaca, em Junho de 1607, foi Frei Aleixo nomeado Governador da Índia. O seu governo durou dois anos e meio, pois o novo vice-rei D. João Pereira Forjaz, 5° conde da Feira, nomeado pelo rei de Portugal, que vinha na Armada de 29 de Março de 1608, faleceu na viagem. Durante este período, suas medidas militares focaram nas defesas de Málaca e Moçambique contra os holandeses.
Foi arcebispo de Braga, tomando posse em 1612. Em 19 de Março de 1612 é confirmado pelo Papa Paulo V sendo enviada bula papal datada dessa mesma data ao cabido bracarense no sentido deste lhe prestar obediência. D. Frei Aleixo encarregou então o seu procurador de se deslocar a Braga com a finalidade deste o representar na tomada de posse do arcebispado. Em 13 de Junho do mesmo ano recebe o pálio na igreja da Graça em Lisboa, partindo depois para Braga. No dia 8 de Agosto é recebido solenemente pelos bracarenses e no dia 28 desse mês pregou na Sé Catedral.
Um dos aspectos mais marcantes de sua estadia em Braga foram as suas desavenças com o cabido. A demora verificada quando da sua visita a Madri é desculpada pela análise que se estava a fazer à difereça entre o cabido e a Companhia de Jesus por causa dos funerais que esta realizava na igreja do colégio de São Paulo e que o cabido reivindicava. Outra tinha a ver com o fato de ter obtido de Roma um breve do Papa Paulo V que lhe permitia estar lá mais um ano de modo a conseguir aliviar a arquidiocese das muitas rendas. Todavia o arcebispo acaba por ser «nomeado capelão-mor de Portugal, Prior do Crato e da Colegiada de Guimarães», recebeu ainda outras pensões em bispados e benefícios e finalmente eleito vice-rei de Portugal. Esse fato desagradou o cabido que era contra que o arcebispo pudesse governar a arquidiocese a partir de Madri. Com esta posição contrastava o papa que lhe endereça uma breve dando conta da sua congratulação pela nomeação e envia outra ao monarca dispensando o arcebispo de viver na diocese durante um período de dois anos.
Enquanto no exercício do governo temporal, Dom Aleixo realizava procissões com seu séquito correspondente onde não era permitido o uso da cruz alçada. Este ato desagradou ao cabido que enviou um cônego para comunicá-lo da obrigação de de trazer sempre a cruz levantada visto se tratar um princípio imaculado do Primaz das Espanhas.
Faleceu em Madri em 1617, sendo provisoriamente sepultado no Convento de São Felipe. Em 1621 foi trasladado para a capela-mor da igreja do Pópulo, em Braga.
Deixou vasta obra, mencionada na Bibliotheca Lusitana, Tomo I.

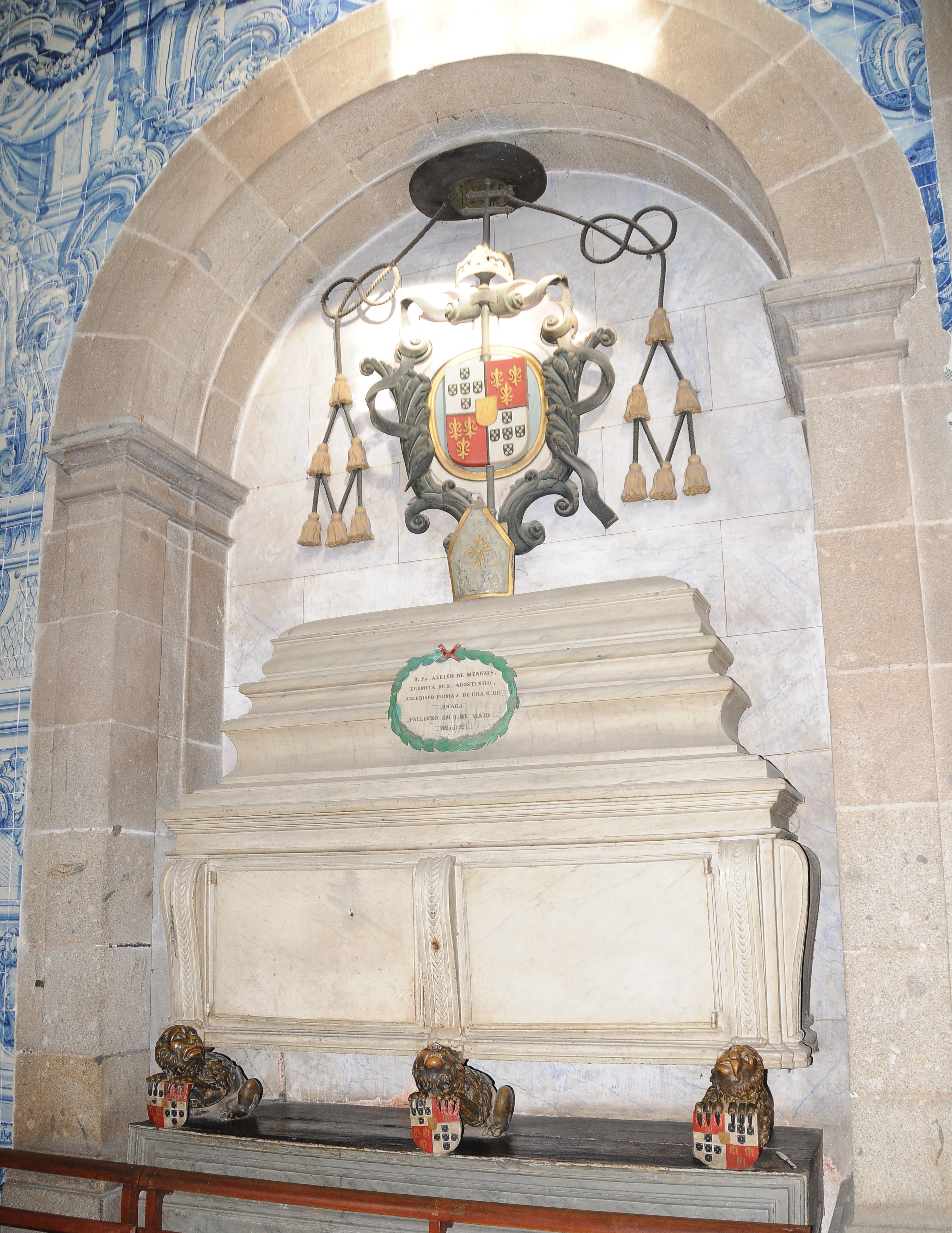
Túmulo de Aleixo de Meneses, na Igreja do Pópulo
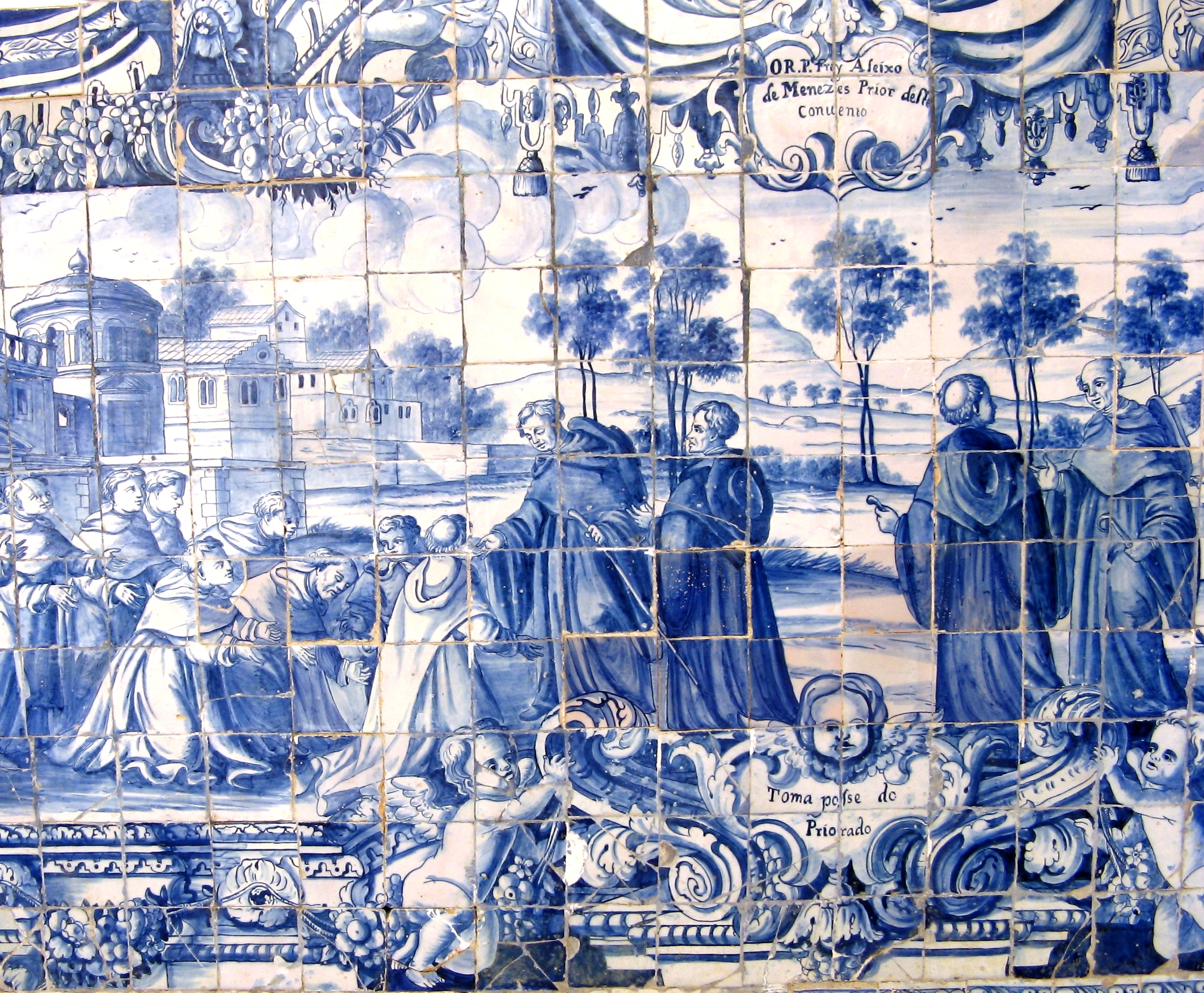
Frei Aleixo de Meneses toma posse do priorado do convento de Nossa Senhora da Graça, em Torres Vedras, em 1588.